# John Loring
Pour les articles homonymes, voir Loring.
John Loring, mort le 9 novembre 1808, est un officier de la Royal Navy.
Il a participé à la guerre d'indépendance des États-Unis, aux guerres de la Révolution française (siège de Toulon) et aux guerres napoléoniennes (blocus de Saint-Domingue).
Son grand-père est Joshua Loring (en) et son cousin John Wentworth Loring (en).